# Евгений (Добротворский)
Епископ Евгений (в миру Евфимий Добротворский; 1800, Юрьевский уезд, Владимирская губерния — 10 [22] апреля 1841, Шаргород, Подольская губерния) — епископ Русской православной церкви, епископ Винницкий, викарий Подольской епархии, духовный писатель.

## Биография
Родился в 1800 году в семье псаломщика церкви села Ново-Прокудино Владимирской губернии. Окончил Владимирскую духовную семинарию.
В 1823 году пострижен в монашество. Служил настоятелем Пинского Богоявленского монастыря[когда?]

.
В 1825 году окончил Санкт-Петербургскую духовную академию.
С 1829 года — ректор Минской духовной семинарии.
В 1831 году возведён в сан архимандрита и назначен настоятелем Грозовского Иоанно-Богословского монастыря.
С 1834 года — настоятель Богоявленского монастыря в Пинске.
31 мая 1836 года хиротонисан во епископа Винницкого, викария Подольской епархии. Прибыл в Подольскую епархию 22 июля 1836 года. Отбыл в Шаргородский монастырь для управления оным.
Кроме исполнения своих архипастырских и административных обязанностей, владыка Евгений с величайшей любовью занимался и хозяйственными делами Шаргородского монастыря, для чего большую часть года проживал в принадлежащем монастырю селении Калиновке и здесь распоряжался и вникал во все подробности полевого хозяйства обители, сам трудился на поле и в саду. Предаваясь таким хозяйственным занятиям, владыка Евгений получил тяжёлую простудную болезнь.
Скончался 10 апреля 1841 года. Похоронен преосвященный Евгений в Шаргородском монастыре.

## Сочинения
- Рассуждение о важности проповеднического служения.
- Два слова // Некоторые упражнения студентов Санкт-Петербургской духовной академии VI учебного курса. — СПб., 1825, ч. 1, с. 77, 269; ч. 4, с. 222—272.